# Campionatul Mondial al Cluburilor FIFA 2022
Campionatul Mondial al Cluburilor 2022 a fost cea de-a 19-a ediție a Campionatului Mondial al Cluburilor FIFA. Turneul a avut loc de la 1 februarie 2023 până la 11 februarie 2023 în Maroc.„Club World Cup: Fifa to stage 32-team tournament from June 2025 - president Gianni Infantino”. BBC Sport. 16 decembrie 2022. Accesat în 16 decembrie 2022.</ref>
Chelsea erau campionii în curs, dar nu și-au putut apăra titlul, deoarece nu s-au calificat după ce au fost eliminati în sferturile de finală ale Ligii Campionilor UEFA 2021–22.

## Background
În timp ce Cupa Mondială a Cluburilor se joacă de obicei anual în decembrie, turneul din 2022 nu a putut avea loc în această perioadă din cauza programării Cupei Mondiale FIFA 2022 în noiembrie și decembrie 2022. Acest lucru, împreună cu extinderea viitoare planificată de FIFA a Cupei Mondiale a Cluburilor, a dus la puține detalii publice despre dacă turneul din 2022 va avea loc. Cu toate acestea, 20 de milioane de dolari au fost alocate pentru Cupa Mondială a Cluburilor din bugetul FIFA pentru anul 2023. În decembrie 2022, președintele CONCACAF Victor Montagliani a sugerat că Cupa Mondială a Cluburilor va avea loc în 2023, dar nu va fi găzduită de Statele Unite. Pe 14 decembrie, FIFA a anunțat că gazda și datele turneului vor fi confirmate la reuniunea Consiliului FIFA de la Doha, Qatar, pe 16 decembrie.
În mai 2022, UOL Esporte a raportat că Japonia era interesată să găzduiască turneul, după ce a câștigat drepturile de găzduire pentru turneul precedent înainte de a renunța din cauza pandemiei COVID-19 din Japonia. „UOL Esporte” a mai raportat în august că China era interesată să organizeze turneul, fiind inițial aleasă să găzduiască o Cupa Mondială a Cluburilor extinsă în 2021, care a fost amânată din cauza problemelor de programare cauzate de pandemia COVID-19. În septembrie, Diario AS a raportat că Statele Unite și Emiratele Arabe Unite, gazde ale turneului precedent, au fost, de asemenea, interesate să organizeze turneul. În decembrie, Diario AS a raportat că Maroc, Qatar și Emiratele Arabe Unite au fost concurenții finali la găzduirea turneului. Pe 16 decembrie 2022, Consiliul FIFA a desemnat Marocul ca gazdă a turneului și a confirmat că acesta va avea loc între 1 și 11 februarie 2023. Diario AS a mai raportat că finala Ligii Campionilor AFC 2022, care a fost amânată să se încheie în mai 2023 din cauza problemelor de programare, va fi avansat pentru a facilita programarea Cupei Mondiale a Cluburilor FIFA 2022. Cu toate acestea, AFC a confirmat pe 23 decembrie 2022 că, deoarece Liga Campionilor AFC din 2022 nu va fi finalizată la timp, Al-Hilal va fi reprezentantul lor la Cupa Mondială a Cluburilor FIFA 2022 în calitate de campioni în exercițiu al Ligii Campionilor AFC 2021.

## Echipe calificate
| Team                       | Confederația            | Calificare                                            | Data calificării        | Participare (boldul indică câștigători)                                   |
| Vor intra în semifinale    | Vor intra în semifinale | Vor intra în semifinale                               | Vor intra în semifinale | Vor intra în semifinale                                                   |
| -------------------------- | ----------------------- | ----------------------------------------------------- | ----------------------- | ------------------------------------------------------------------------- |
| Flamengo                   | CONMEBOL                | Câștigători al ediției 2022 al Copei Libertadores     | 29 octombrie 2022       | A 2-a (Anterioare: 2019)                                                  |
| Real Madrid                | UEFA                    | Câștigători ai ediției Liga Campionilor 2021-2022     | 28 mai 2022             | A 6-a (Anterioare: 2000, 2014, 2016, 2017, 2018)                          |
| Vor intra în runda secundă |                         |                                                       |                         |                                                                           |
| Al-Hilal                   | AFC                     | Nominalizat de AFC                                    | 23 decembrie 2022       | A 3-a (Anterioare: 2019, 2021)                                            |
| Wydad Casablanca           | CAF                     | Câțtigători ai ediției 2021–22 CAF Champions League   | 30 mai 2022             | A 2-a (Anterioare: 2017)                                                  |
| Seattle Sounders FC        | CONCACAF                | Câștigători ai ediției 2022 CONCACAF Champions League | 4 mai 2022              | Prima                                                                     |
| Intră în prima rundă       |                         |                                                       |                         |                                                                           |
| Auckland City              | OFC                     | Câștigători ai ediției 2022 OFC Champions League      | 17 august 2022          | A 10-a (Anterioare: 2006, 2009, 2011, 2012, 2013, 2014, 2015, 2016, 2017) |
| Al Ahly                    | CAF (gazdă)             | Finaliști ai ediției 2021–22 CAF Champions League     | 16 decembrie 2022       | 8th (Anterioare: 2005, 2006, 2008, 2012, 2013, 2020, 2021)                |

Notes
1. ↑  Wydad Casablanca a câștigat și 2021–22 Botola, liga națională gazdă, pe 29 iunie 2022.
2. 1 2  Al Ahly a ocupat locul gazdei Maroc, când Wydad Casablanca a câștigat Liga Campionilor CAF 2021–22.
3. ↑  În timp ce Al Ahly au fost confirmați ca finaliști ai Ligii Campionilor CAF 2021-2022 cu clubul marocan Wydad Casablanca pe 14 mai 2022 și a terminat pe locul secund pe 30 mai 2022, participarea lor nu a fost confirmată până când Marocul a fost numit ca gazdele turneului pe 16 decembrie 2022.

| Stadionul Ibn Batouta | Stadionul Prince Moulay Abdellah |
| Capacitate: 65,000    | Capacitate: 60,000               |
|                       |                                  |

## Arbitrii
La 14 ianuarie 2023, FIFA a anunțat că șase arbitri, doisprezece arbitri asistenți și opt arbitri asistent video au fost numiți pentru turneu .
| Confederația | Arbitrii                   | Arbitri asistenți                                             | Arbitri asistenți video                                                                   |
| ------------ | -------------------------- | ------------------------------------------------------------- | ----------------------------------------------------------------------------------------- |
| AFC          | Ma Ning (China)            | - Zhou Fei (China) - Zhang Cheng (China)                      | Fu Ming (China)                                                                           |
| CAF          | Mustapha Ghorbal (Algeria) | - Mokrane Gourari (Algeria) - Khalil Hassani (Tunisia)        | Rédouane Jiyed (Morocco)                                                                  |
| CONCACAF     | Iván Barton (El Salvador)  | - David Morán (El Salvador) - Kathryn Nesbitt (Statele Unite) | Fernando Guerrero (Mexico)                                                                |
| CONMEBOL     | Andrés Matonte (Uruguay)   | - Nicolás Taran (Uruguay) - Martín Soppi (Uruguay)            | - Nicolás Gallo (Colombia) - Juan Soto (Venezuela)                                        |
| UEFA         | István Kovács (România)    | - Vasile Marinescu (România) - Ovidiu Artene (România)        | - Jérôme Brisard (Franța) - Massimiliano Irrati (Italia) - Juan Martínez Munuera (Spania) |
| UEFA         | Anthony Taylor (Anglia)    | - Gary Beswick (Anglia) - Adam Nunn (Anglia)                  | - Jérôme Brisard (Franța) - Massimiliano Irrati (Italia) - Juan Martínez Munuera (Spania) |

## Echipele
Fiecare echipă va numi o echipă de 23 de oameni (dintre care trei trebuie să fie portari). Înlocuirile accidentate sunt permise până la 24 de ore înainte de primul meci al echipei.

## Meciurile
Tragerea la sorți a turneului a avut loc pe 13 ianuarie 2023, ora 12:00 CET, la Academia de Fotbal Mohamed VI din Salé, Maroc, pentru a decide meciurile dintre turul doi (între câștigătoarea primului tur și echipele din AFC, CAF și CONCACAF), și adversarii celor doi câștigători din turul secund în semifinale (împotriva echipelor din CONMEBOL și UEFA). În tragerea la sorți din runda a doua, Wydad Casablanca și câștigătorul meciului din prima rundă au fost pre-alocați pentru meciuri separate, adversarii lor fiind selectați din potul de la extragere. The match kick-off times and venues were confirmed after the draw.
Dacă un meci este egal după timpul normal de joc:
- Pentru meciurile eliminatorii, se joacă prelungiri. În cazul în care partida este încă egală după prelungiri, se desfășoară penaltiuri pentru a determina câștigătorul.
- Pentru meciul pentru locul trei, nu se joacă prelungiri și se organizează lovituri de departajare pentru a determina câștigătorul.

Toate orele sunt locale, CET (UTC+1).

### Prima rundă
| Al Ahly                                  | 3–0    | Auckland City |
| ---------------------------------------- | ------ | ------------- |
| - El Shahat 45+2' - Sherif 56' - Tau 86' | Raport |               |

### Runda a doua
| Wydad Casablanca                               | 1–1 (d.p.) | Al-Hilal                                              |
| ---------------------------------------------- | ---------- | ----------------------------------------------------- |
| - El Amloud 52'                                | Raport     | - Kanno 90+4' (pen.)                                  |
| - Attiyat Allah - El Amloud - Ounajem - Daoudi | 3–5        | - Marega - Vietto - Al-Shehri - Al-Hamdan - Al-Juwayr |

| Seattle Sounders FC | 0–1    | Al Ahly     |
| ------------------- | ------ | ----------- |
|                     | Raport | - Magdy 88' |

### Semifinale
| Flamengo           | 2–3    | Al-Hilal                                             |
| ------------------ | ------ | ---------------------------------------------------- |
| - Pedro 20', 90+1' | Raport | - S. Al-Dawsari 4' (pen.), 45+9' (pen.) - Vietto 70' |

| Al Ahly              | 1–4    | Real Madrid                                                   |
| -------------------- | ------ | ------------------------------------------------------------- |
| - Maâloul 65' (pen.) | Raport | - Vinícius 42' - Valverde 46' - Rodrygo 90+2' - Arribas 90+8' |

### Meci pentru locul trei
Meciul pentru locul trei, programat inițial să se dispute pe Stadionul Prince Moulay Abdellah din Rabat, a fost mutat pe 9 februarie 2023 pe Stadionul Ibn Batouta din Tanger, pentru pentru a păstra terenul pentru finală.
| Al Ahly                | 2–4    | Flamengo                                                    |
| ---------------------- | ------ | ----------------------------------------------------------- |
| - Abdel Kader 38', 60' | Raport | - Gabriel Barbosa 11' (pen.), 85' (pen.) - Pedro 77', 90+1' |

### Final
| Real Madrid                                           | 5–3    | Al-Hilal                       |
| ----------------------------------------------------- | ------ | ------------------------------ |
| - Vinícius 13', 69' - Valverde 18', 58' - Benzema 54' | Raport | - Marega 26' - Vietto 63', 79' |

## Marcatori
| Loc | Jucător           | Echipă           | Goluri |
| --- | ----------------- | ---------------- | ------ |
| 1   | Pedro             | Flamengo         | 4      |
| 2   | Federico Valverde | Real Madrid      | 3      |
| 2   | Luciano Vietto    | Al-Hilal         | 3      |
| 2   | Vinícius Júnior   | Real Madrid      | 3      |
| 5   | Ahmed Abdel Kader | Al Ahly          | 2      |
| 5   | Salem Al-Dawsari  | Al-Hilal         | 2      |
| 5   | Gabriel Barbosa   | Flamengo         | 2      |
| 8   | Ayoub El Amloud   | Wydad Casablanca | 1      |
| 8   | Sergio Arribas    | Real Madrid      | 1      |
| 8   | Karim Benzema     | Real Madrid      | 1      |
| 8   | Mohamed Kanno     | Al-Hilal         | 1      |
| 8   | Ali Maâloul       | Al Ahly          | 1      |
| 8   | Mohamed Magdy     | Al Ahly          | 1      |
| 8   | Moussa Marega     | Al-Hilal         | 1      |
| 8   | Rodrygo           | Real Madrid      | 1      |
| 8   | Hussein El Shahat | Al Ahly          | 1      |
| 8   | Mohamed Sherif    | Al Ahly          | 1      |
| 8   | Percy Tau         | Al Ahly          | 1      |

## Premii
Următoarele premii au fost acordate la încheierea turneului. Vinícius Júnior de la Real Madrid a câstigat Premiul Balonul de Aur sponsorizat de Adidas.
| Adidas Balonul de Aur         | Adidas Balonul de Argint        | Adidas Balonul de Bronz   |
| ----------------------------- | ------------------------------- | ------------------------- |
| Vinícius Júnior (Real Madrid) | Federico Valverde (Real Madrid) | Luciano Vietto (Al-Hilal) |
| Premiul FIFA Fair Play        |                                 |                           |
| Real Madrid                   |                                 |                           |

FIFA va numi un om al  meciului pentru cel mai bun jucător din fiecare joc din cadrul turneului.
| Meci | Omul meciului    | Club        | Oponent             | Ref.   |
| ---- | ---------------- | ----------- | ------------------- | ------ |
| 1    | Mohamed Sherif   | Al Ahly     | Auckland City       | [ 20 ] |
| 2    | Mohamed Magdy    | Al Ahly     | Seattle Sounders FC | [ 21 ] |
| 3    | Gustavo Cuéllar  | Al-Hilal    | Wydad Casablanca    | [ 22 ] |
| 4    | Salem Al-Dawsari | Al-Hilal    | Flamengo            | [ 23 ] |
| 5    | Vinícius Júnior  | Real Madrid | Al Ahly             | [ 24 ] |
| 6    | Pedro            | Flamengo    | Al Ahly             | [ 25 ] |
| 7    | Vinícius Júnior  | Real Madrid | Al-Hilal            | [ 26 ] |

## Legături externe
- Site oficial